# エリック・ミラー (野球)
エリック・クリストファー・ミラー（Erik Christopher Miller, 1998年2月13日 - ）は、アメリカ合衆国ミズーリ州セントルイス出身のプロ野球選手（投手）。左投左打。MLBのサンフランシスコ・ジャイアンツ所属。

## 経歴

### プロ入りとフィリーズ傘下時代
2019年のMLBドラフト4巡目（全体120位）でフィラデルフィア・フィリーズから指名され、プロ入り。契約後、傘下のルーキー級ガルフ・コーストリーグ・フィリーズでプロデビュー。A-級ウィリアムズポート・クロスカッターズとA級レイクウッド・ブルークロウズでもプレーし、3チーム合計で11試合（先発7試合）に登板して1勝0敗、防御率1.50、52奪三振を記録した。
2020年は新型コロナウイルスの影響でマイナーリーグの試合が開催されなかったため、公式戦の登板は無かった。
2021年はルーキー級フロリダ・コンプレックスリーグ・フィリーズ、A級クリアウォーター・スレッシャーズ、A+級ジャージーショア・ブルークロウズでもプレーし、3チーム合計で5試合に先発登板して防御率1.42、16奪三振を記録した。オフにはアリゾナ・フォールリーグに参加し、ピオリア・ハベリーナズに所属した。
2022年はAA級レディング・ファイティン・フィルズとAAA級リーハイバレー・アイアンピッグスでプレーし、2チーム合計で32試合（先発7試合）に登板して1勝1敗、防御率3.54、62奪三振を記録した。

### ジャイアンツ時代
2023年1月9日にユニオル・マルテとのトレードで、サンフランシスコ・ジャイアンツへ移籍した。シーズンでは傘下のAA級リッチモンド・フライングスクウォーレルズとAAA級サクラメント・リバーキャッツでプレーし、54試合に登板して3勝1敗15セーブ、防御率2.45、88奪三振を記録した。オフの11月14日にルール5ドラフトでの流出を防ぐために40人枠入りした。
2024年の開幕はメジャーで迎え、3月28日のサンディエゴ・パドレス戦でメジャーデビューを果たした。この年メジャーでは73試合（先発10試合）に登板して4勝5敗、14ホールド、防御率3.88、87奪三振を記録した。

## 詳細情報

### 年度別投手成績
| 年 度    | 球 団    | 登 板 | 先 発 | 完 投 | 完 封 | 無 四 球 | 勝 利 | 敗 戦 | セ 丨 ブ | ホ 丨 ル ド | 勝 率 | 打 者 | 投 球 回 | 被 安 打 | 被 本 塁 打 | 与 四 球 | 敬 遠 | 与 死 球 | 奪 三 振 | 暴 投 | ボ 丨 ク | 失 点 | 自 責 点 | 防 御 率 | W H I P |
| -------- | -------- | ----- | ----- | ----- | ----- | -------- | ----- | ----- | -------- | ----------- | ----- | ----- | -------- | -------- | ----------- | -------- | ----- | -------- | -------- | ----- | -------- | ----- | -------- | -------- | ------- |
| 2024     | SF       | 73    | 10    | 0     | 0     | 0        | 4     | 5     | 0        | 14          | .444  | 284   | 67.1     | 50       | 7           | 38       | 0     | 1        | 87       | 1     | 0        | 33    | 29       | 3.88     | 1.30    |
| MLB：1年 | MLB：1年 | 73    | 10    | 0     | 0     | 0        | 4     | 5     | 0        | 14          | .444  | 284   | 67.1     | 50       | 7           | 38       | 0     | 1        | 87       | 1     | 0        | 33    | 29       | 3.88     | 1.30    |

- 2024年度シーズン終了時

### 背番号
- 68（2024年 - ）